# فهرست فرودگاه‌های ژاپن

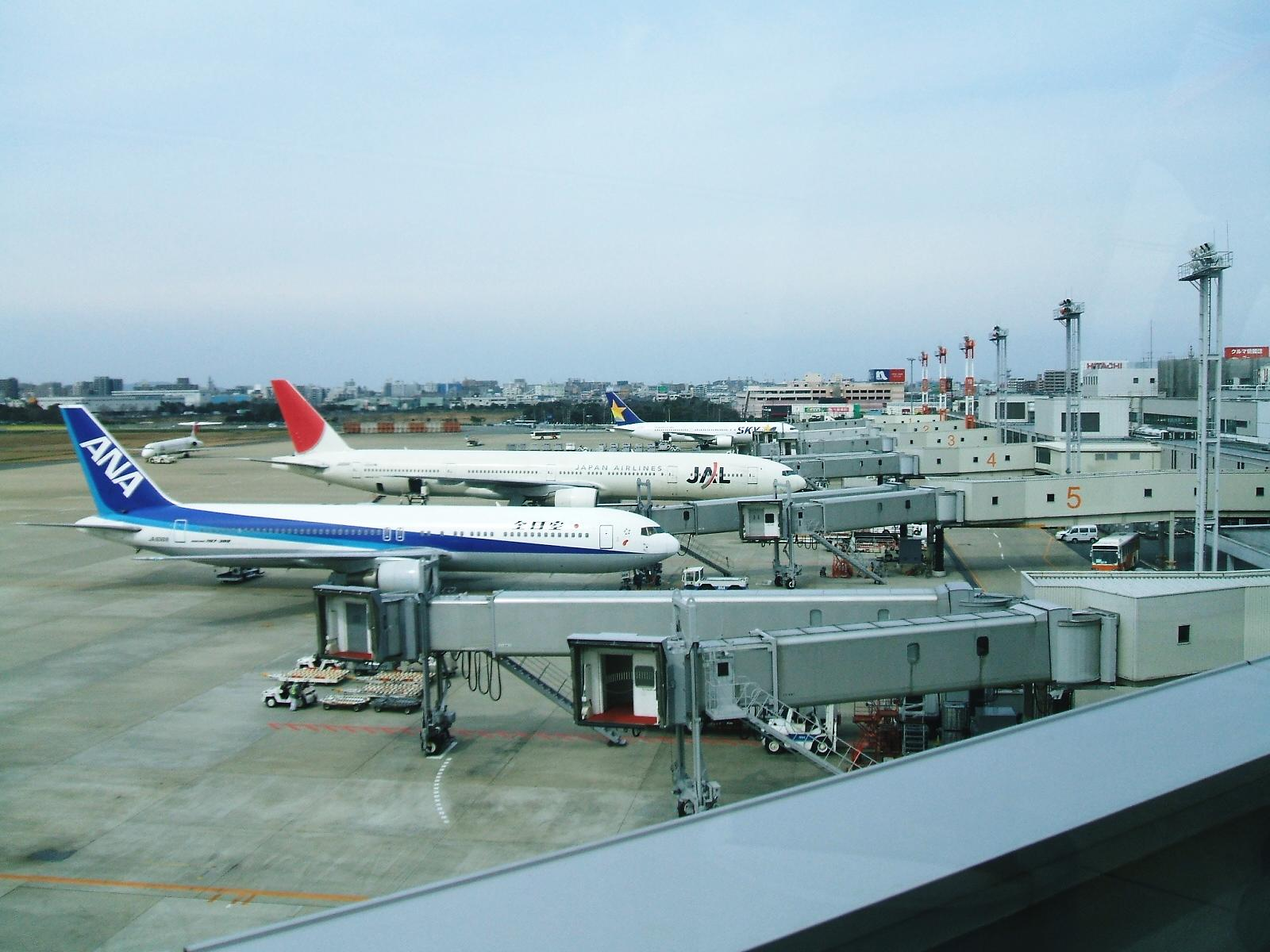
Aircraft at Terminal 3 of فرودگاه فوکوئوکا

این مقاله شامل فهرست فرودگاه‌های ژاپن است.

## فرودگاه‌ها
Airport names shown in bold indicate the airport has scheduled service on commercial airlines.
| شهر                                               | استان                      | جزیره                | ایکائو               | یاتا                 | نام فرودگاه                                               | مختصات                                                          |
| FIRST CLASS AIRPORTS                              | FIRST CLASS AIRPORTS       | FIRST CLASS AIRPORTS | FIRST CLASS AIRPORTS | FIRST CLASS AIRPORTS | FIRST CLASS AIRPORTS                                      | FIRST CLASS AIRPORTS                                            |
| ------------------------------------------------- | -------------------------- | -------------------- | -------------------- | -------------------- | --------------------------------------------------------- | --------------------------------------------------------------- |
| ایزومی‌سانو، اوساکا / Tajiri / سن‌نان، اوساکا       | استان اوساکا               | هونشو                | RJBB                 | KIX                  | فرودگاه بین‌المللی کانسای                                  | ۳۴°۲۶′۰۳″ شمالی ۱۳۵°۱۳′۵۸″ شرقی / ۳۴٫۴۳۴۱۷°شمالی ۱۳۵٫۲۳۲۷۸°شرقی |
| ناریتا، چیبا                                      | استان چیبا                 | هونشو                | RJAA                 | NRT                  | فرودگاه بین‌المللی ناریتا                                  | ۳۵°۴۵′۵۳″ شمالی ۱۴۰°۲۳′۱۱″ شرقی / ۳۵٫۷۶۴۷۲°شمالی ۱۴۰٫۳۸۶۳۹°شرقی |
| توکونامه، آیچی                                    | استان آیچی                 | هونشو                | RJGG                 | NGO                  | فرودگاه بین‌المللی چوبو سنترایر (Centrair)                 | ۳۴°۵۱′۳۰″ شمالی ۱۳۶°۴۸′۱۹″ شرقی / ۳۴٫۸۵۸۳۳°شمالی ۱۳۶٫۸۰۵۲۸°شرقی |
| اوتا، توکیو                                       | توکیو                      | هونشو                | RJTT                 | HND                  | فرودگاه هانه‌دا (Haneda)                                   | ۳۵°۳۳′۱۲″ شمالی ۱۳۹°۴۶′۵۲″ شرقی / ۳۵٫۵۵۳۳۳°شمالی ۱۳۹٫۷۸۱۱۱°شرقی |
| تویوناکا، اوساکا / ایکه‌دا، اوساکا / ایتامی، هیوگو | استان اوساکا / استان هیوگو | هونشو                | RJOO                 | ITM                  | فرودگاه بین‌المللی اوزاکا (Itami)                          | ۳۴°۴۷′۰۴″ شمالی ۱۳۵°۲۶′۲۱″ شرقی / ۳۴٫۷۸۴۴۴°شمالی ۱۳۵٫۴۳۹۱۷°شرقی |
| SECOND CLASS AIRPORTS                             |                            |                      |                      |                      |                                                           |                                                                 |
| آکیتا                                             | استان آکیتا                | هونشو                | RJSK                 | AXT                  | فرودگاه اکیتا                                             | ۳۹°۳۶′۵۶″ شمالی ۱۴۰°۱۳′۰۷″ شرقی / ۳۹٫۶۱۵۵۶°شمالی ۱۴۰٫۲۱۸۶۱°شرقی |
| آساهیکاوا، هوکایدو                                | هوکایدو                    | Hokkaidō             | RJEC                 | AKJ                  | فرودگاه آساهیکاوا، هوکایدو                                | ۴۳°۴۰′۱۵″ شمالی ۱۴۲°۲۶′۵۱″ شرقی / ۴۳٫۶۷۰۸۳°شمالی ۱۴۲٫۴۴۷۵۰°شرقی |
| چیتوسه، هوکایدو                                   | هوکایدو                    | Hokkaidō             | RJCC                 | CTS                  | فرودگاه نیو چیتوز                                         | ۴۲°۴۶′۳۱″ شمالی ۱۴۱°۴۱′۳۳″ شرقی / ۴۲٫۷۷۵۲۸°شمالی ۱۴۱٫۶۹۲۵۰°شرقی |
| فوکوئوکا                                          | استان فوکوئوکا             | کیوشو                | RJFF                 | FUK                  | فرودگاه فوکوئوکا                                          | ۳۳°۳۵′۰۴″ شمالی ۱۳۰°۲۷′۰۶″ شرقی / ۳۳٫۵۸۴۴۴°شمالی ۱۳۰٫۴۵۱۶۷°شرقی |
| هاکوداته، هوکایدو                                 | هوکایدو                    | Hokkaidō             | RJCH                 | HKD                  | فرودگاه هاکوداته                                          | ۴۱°۴۶′۱۲″ شمالی ۱۴۰°۴۹′۱۹″ شرقی / ۴۱٫۷۷۰۰۰°شمالی ۱۴۰٫۸۲۱۹۴°شرقی |
| هیگاشینه، یاماگاتا                                | استان یاماگاتا             | هونشو                | RJSC                 | GAJ                  | فرودگاه یاماگاتا                                          | ۳۸°۲۴′۴۳″ شمالی ۱۴۰°۲۲′۱۶″ شرقی / ۳۸٫۴۱۱۹۴°شمالی ۱۴۰٫۳۷۱۱۱°شرقی |
| کیریشیما، کاگوشیما                                | استان کاگوشیما             | کیوشو                | RJFK                 | KOJ                  | فرودگاه کاگوشیما                                          | ۳۱°۴۸′۱۲″ شمالی ۱۳۰°۴۳′۰۱″ شرقی / ۳۱٫۸۰۳۳۳°شمالی ۱۳۰٫۷۱۶۹۴°شرقی |
| کیتاکیوشو، فوکوئوکا                               | استان فوکوئوکا             | کیوشو                | RJFR                 | KKJ                  | فرودگاه کیتاکیوشو                                         | ۳۳°۵۰′۴۴″ شمالی ۱۳۱°۰۲′۰۶″ شرقی / ۳۳٫۸۴۵۵۶°شمالی ۱۳۱٫۰۳۵۰۰°شرقی |
| کونی‌ساکی، اوئیتا                                  | استان اوئیتا               | کیوشو                | RJFO                 | OIT                  | فرودگاه اویتا                                             | ۳۳°۲۸′۴۶″ شمالی ۱۳۱°۴۴′۱۴″ شرقی / ۳۳٫۴۷۹۴۴°شمالی ۱۳۱٫۷۳۷۲۲°شرقی |
| کوشیرو، هوکایدو                                   | هوکایدو                    | Hokkaidō             | RJCK                 | KUH                  | فرودگاه کوشیرو                                            | ۴۳°۰۲′۲۷″ شمالی ۱۴۴°۱۱′۳۵″ شرقی / ۴۳٫۰۴۰۸۳°شمالی ۱۴۴٫۱۹۳۰۶°شرقی |
| Mashiki                                           | استان کوماموتو             | کیوشو                | RJFT                 | KMJ                  | فرودگاه کوماموتو                                          | ۳۲°۵۰′۱۴″ شمالی ۱۳۰°۵۱′۱۹″ شرقی / ۳۲٫۸۳۷۲۲°شمالی ۱۳۰٫۸۵۵۲۸°شرقی |
| ماتسویاما، اهیمه                                  | استان اهیمه                | شیکوکو               | RJOM                 | MYJ                  | فرودگاه ماتسویاما                                         | ۳۳°۴۹′۳۸″ شمالی ۱۳۲°۴۱′۵۹″ شرقی / ۳۳٫۸۲۷۲۲°شمالی ۱۳۲٫۶۹۹۷۲°شرقی |
| میهارا، هیروشیما                                  | استان هیروشیما             | هونشو                | RJOA                 | HIJ                  | فرودگاه هیروشیما                                          | ۳۴°۲۶′۱۰″ شمالی ۱۳۲°۵۵′۱۰″ شرقی / ۳۴٫۴۳۶۱۱°شمالی ۱۳۲٫۹۱۹۴۴°شرقی |
| میازاکی                                           | استان میازاکی              | کیوشو                | RJFM                 | KMI                  | فرودگاه مییازاکی                                          | ۳۱°۵۲′۳۸″ شمالی ۱۳۱°۲۶′۵۵″ شرقی / ۳۱٫۸۷۷۲۲°شمالی ۱۳۱٫۴۴۸۶۱°شرقی |
| ناها، اوکیناوا                                    | استان اوکیناوا             | Okinawa              | ROAH                 | OKA                  | فرودگاه ناها/پایگاه هوایی ناها                            | ۲۶°۱۱′۴۵″ شمالی ۱۲۷°۳۸′۴۵″ شرقی / ۲۶٫۱۹۵۸۳°شمالی ۱۲۷٫۶۴۵۸۳°شرقی |
| نانکوکو، کوچی                                     | استان کوچی                 | شیکوکو               | RJOK                 | KCZ                  | فرودگاه کوچی                                              | ۳۳°۳۲′۴۶″ شمالی ۱۳۳°۴۰′۱۰″ شرقی / ۳۳٫۵۴۶۱۱°شمالی ۱۳۳٫۶۶۹۴۴°شرقی |
| ناتوری، میاگی                                     | استان میاگی                | هونشو                | RJSS                 | SDJ                  | فرودگاه سندای                                             | ۳۸°۰۸′۲۳″ شمالی ۱۴۰°۵۵′۰۱″ شرقی / ۳۸٫۱۳۹۷۲°شمالی ۱۴۰٫۹۱۶۹۴°شرقی |
| نیگاتا                                            | استان نیگاتا               | هونشو                | RJSN                 | KIJ                  | فرودگاه نیئیگاتا                                          | ۳۷°۵۷′۲۱″ شمالی ۱۳۹°۰۶′۴۲″ شرقی / ۳۷٫۹۵۵۸۳°شمالی ۱۳۹٫۱۱۱۶۷°شرقی |
| اوبیهیرو، هوکایدو                                 | هوکایدو                    | Hokkaidō             | RJCB                 | OBO                  | فرودگاه توکاچی-اوبیهیرو (Obihiro)                         | ۴۲°۴۴′۰۰″ شمالی ۱۴۳°۱۳′۰۲″ شرقی / ۴۲٫۷۳۳۳۳°شمالی ۱۴۳٫۲۱۷۲۲°شرقی |
| اومورا، ناگازاکی                                  | استان ناگاساکی             | کیوشو                | RJFU                 | NGS                  | فرودگاه ناگازاکی                                          | ۳۲°۵۵′۰۱″ شمالی ۱۲۹°۵۴′۴۹″ شرقی / ۳۲٫۹۱۶۹۴°شمالی ۱۲۹٫۹۱۳۶۱°شرقی |
| تاکاماتسو، کاگاوا                                 | استان کاگاوا               | شیکوکو               | RJOT                 | TAK                  | فرودگاه تاکاماتسو                                         | ۳۴°۱۲′۵۱″ شمالی ۱۳۴°۰۰′۵۶″ شرقی / ۳۴٫۲۱۴۱۷°شمالی ۱۳۴٫۰۱۵۵۶°شرقی |
| اوبه، یاماگوچی                                    | استان یاماگوچی             | هونشو                | RJDC                 | UBJ                  | فرودگاه یاماگوچی اوبه                                     | ۳۳°۵۵′۴۸″ شمالی ۱۳۱°۱۶′۴۳″ شرقی / ۳۳٫۹۳۰۰۰°شمالی ۱۳۱٫۲۷۸۶۱°شرقی |
| واکانای، هوکایدو                                  | هوکایدو                    | Hokkaidō             | RJCW                 | WKJ                  | فرودگاه واکانای، هوکایدو                                  | ۴۵°۲۴′۱۵″ شمالی ۱۴۱°۴۸′۰۳″ شرقی / ۴۵٫۴۰۴۱۷°شمالی ۱۴۱٫۸۰۰۸۳°شرقی |
| یائو، اوساکا                                      | استان اوساکا               | هونشو                | RJOY                 |                      | فرودگاه یائو                                              | ۳۴°۳۵′۴۸″ شمالی ۱۳۵°۳۶′۰۲″ شرقی / ۳۴٫۵۹۶۶۷°شمالی ۱۳۵٫۶۰۰۵۶°شرقی |
| THIRD CLASS AIRPORTS                              |                            |                      |                      |                      |                                                           |                                                                 |
| Aguni                                             | استان اوکیناوا             | Aguni                | RORA                 | AGJ                  | فرودگاه اگونی                                             | ۲۶°۳۵′۳۴″ شمالی ۱۲۷°۱۴′۲۵″ شرقی / ۲۶٫۵۹۲۷۸°شمالی ۱۲۷٫۲۴۰۲۸°شرقی |
| آمامی، کاگوشیما                                   | استان کاگوشیما             | Amami Ōshima         | RJKA                 | ASJ                  | فرودگاه امامی                                             | ۲۸°۲۵′۵۱″ شمالی ۱۲۹°۴۲′۴۵″ شرقی / ۲۸٫۴۳۰۸۳°شمالی ۱۲۹٫۷۱۲۵۰°شرقی |
| آئوموری                                           | استان آئوموری              | هونشو                | RJSA                 | AOJ                  | فرودگاه ائوموری                                           | ۴۰°۴۴′۰۰″ شمالی ۱۴۰°۴۱′۱۹″ شرقی / ۴۰٫۷۳۳۳۳°شمالی ۱۴۰٫۶۸۸۶۱°شرقی |
| گوتو، ناگازاکی / Fukue                            | استان ناگاساکی             | Fukue                | RJFE                 | FUJ                  | فرودگاه فوکوئه کوکو                                       | ۳۲°۳۹′۵۸″ شمالی ۱۲۸°۴۹′۵۸″ شرقی / ۳۲٫۶۶۶۱۱°شمالی ۱۲۸٫۸۳۲۷۸°شرقی |
| Hachijō                                           | توکیو                      | هاچیجوجیما           | RJTH                 | HAC                  | فرودگاه هاچیجوجیما                                        | ۳۳°۰۶′۵۴″ شمالی ۱۳۹°۴۷′۰۹″ شرقی / ۳۳٫۱۱۵۰۰°شمالی ۱۳۹٫۷۸۵۸۳°شرقی |
| هاناماکی، ایواته                                  | استان ایواته               | هونشو                | RJSI                 | HNA                  | فرودگاه هاناماکی                                          | ۳۹°۲۵′۴۳″ شمالی ۱۴۱°۰۸′۰۷″ شرقی / ۳۹٫۴۲۸۶۱°شمالی ۱۴۱٫۱۳۵۲۸°شرقی |
| Harue                                             | استان فوکوئی               | هونشو                | RJNF                 | FKJ                  | فرودگاه فوکوئی                                            | ۳۶°۰۸′۳۴″ شمالی ۱۳۶°۱۳′۲۶″ شرقی / ۳۶٫۱۴۲۷۸°شمالی ۱۳۶٫۲۲۳۸۹°شرقی |
| Hikawa                                            | استان شیمانه               | هونشو                | RJOC                 | IZO                  | فرودگاه ایزومو                                            | ۳۵°۲۴′۴۹″ شمالی ۱۳۲°۵۳′۲۴″ شرقی / ۳۵٫۴۱۳۶۱°شمالی ۱۳۲٫۸۹۰۰۰°شرقی |
| Ie                                                | استان اوکیناوا             | Iejima               | RORE                 | IEJ                  | فرودگاه یجیما                                             | ۲۶°۴۳′۲۱″ شمالی ۱۲۷°۴۷′۱۳″ شرقی / ۲۶٫۷۲۲۵۰°شمالی ۱۲۷٫۷۸۶۹۴°شرقی |
| ایکی، ناگازاکی                                    | استان ناگاساکی             | ایکی‌نوشیما           | RJDB                 | IKI                  | فرودگاه ایکی                                              | ۳۳°۴۴′۵۷″ شمالی ۱۲۹°۴۷′۰۹″ شرقی / ۳۳٫۷۴۹۱۷°شمالی ۱۲۹٫۷۸۵۸۳°شرقی |
| ایشیگاکی، اوکیناوا                                | استان اوکیناوا             | Ishigaki             | ROIG                 | ISG                  | فرودگاه ایشیگاکی                                          | ۲۴°۲۰′۴۱″ شمالی ۱۲۴°۱۱′۱۳″ شرقی / ۲۴٫۳۴۴۷۲°شمالی ۱۲۴٫۱۸۶۹۴°شرقی |
| ایشیگاکی، اوکیناوا                                | استان اوکیناوا             | Ishigaki             |                      |                      | فرودگاه ایشیگاکی (under construction)                     |                                                                 |
| ایزواوشیما                                        | توکیو                      | ایزواوشیما           | RJTO                 | OIM                  | فرودگاه اوشیما                                            | ۳۴°۴۶′۵۵″ شمالی ۱۳۹°۲۱′۳۷″ شرقی / ۳۴٫۷۸۱۹۴°شمالی ۱۳۹٫۳۶۰۲۸°شرقی |
| Kawasoe                                           | استان ساگا                 | کیوشو                | RJFS                 | HSG                  | فرودگاه سگا                                               | ۳۳°۰۸′۵۹″ شمالی ۱۳۰°۱۸′۰۸″ شرقی / ۳۳٫۱۴۹۷۲°شمالی ۱۳۰٫۳۰۲۲۲°شرقی |
| Kikai                                             | استان کاگوشیما             | کیوشو                | RJKI                 | KKX                  | فرودگاه کیکای                                             | ۲۸°۱۹′۱۷″ شمالی ۱۲۹°۵۵′۴۱″ شرقی / ۲۸٫۳۲۱۳۹°شمالی ۱۲۹٫۹۲۸۰۶°شرقی |
| کیتاآکیتا، آکیتا                                  | استان آکیتا                | هونشو                | RJSR                 | ONJ                  | فرودگاه اوداته-نوشیرو                                     | ۴۰°۱۱′۳۱″ شمالی ۱۴۰°۲۲′۱۸″ شرقی / ۴۰٫۱۹۱۹۴°شمالی ۱۴۰٫۳۷۱۶۷°شرقی |
| Kitadaitō                                         | استان اوکیناوا             | Kitadaitō            | RORK                 | KTD                  | فرودگاه کیتادایتو                                         | ۲۵°۵۶′۴۱″ شمالی ۱۳۱°۱۹′۳۷″ شرقی / ۲۵٫۹۴۴۷۲°شمالی ۱۳۱٫۳۲۶۹۴°شرقی |
| کوبه                                              | استان هیوگو                | هونشو                | RJBE                 | UKB                  | فرودگاه کوبه                                              | ۳۴°۳۷′۵۸″ شمالی ۱۳۵°۱۳′۲۶″ شرقی / ۳۴٫۶۳۲۷۸°شمالی ۱۳۵٫۲۲۳۸۹°شرقی |
| کوزوشیما                                          | توکیو                      | کوزوشیما             | RJAZ                 |                      | فرودگاه کوزوشیما                                          | ۳۴°۱۱′۲۲″ شمالی ۱۳۹°۰۸′۰۱″ شرقی / ۳۴٫۱۸۹۴۴°شمالی ۱۳۹٫۱۳۳۶۱°شرقی |
| Kumejima                                          | استان اوکیناوا             | Kumejima             | ROKJ                 | UEO                  | فرودگاه کومیما                                            | ۲۶°۲۱′۴۹″ شمالی ۱۲۶°۴۲′۵۰″ شرقی / ۲۶٫۳۶۳۶۱°شمالی ۱۲۶٫۷۱۳۸۹°شرقی |
| ماکینوهارا، شیزوئوکا / شیمادا، شیزوئوکا           | استان شیزوئوکا             | هونشو                | RJNS                 | FSZ                  | فرودگاه شیزوکا                                            | ۳۴°۴۷′۴۶″ شمالی ۱۳۸°۱۱′۲۲″ شرقی / ۳۴٫۷۹۶۱۱°شمالی ۱۳۸٫۱۸۹۴۴°شرقی |
| ماسودا، شیمانه                                    | استان شیمانه               | هونشو                | RJOW                 | IWJ                  | فرودگاه ایوامی                                            | ۳۴°۴۰′۳۵″ شمالی ۱۳۱°۴۷′۲۵″ شرقی / ۳۴٫۶۷۶۳۹°شمالی ۱۳۱٫۷۹۰۲۸°شرقی |
| ماتسوموتو، ناگانو                                 | استان ناگانو               | هونشو                | RJAF                 | MMJ                  | فرودگاه ماتسوموتو                                         | ۳۶°۱۰′۰۰″ شمالی ۱۳۷°۵۵′۲۲″ شرقی / ۳۶٫۱۶۶۶۷°شمالی ۱۳۷٫۹۲۲۷۸°شرقی |
| Memanbetsu                                        | هوکایدو                    | Hokkaidō             | RJCM                 | MMB                  | فرودگاه ممانبتسو                                          | ۴۳°۵۲′۵۰″ شمالی ۱۴۴°۰۹′۵۱″ شرقی / ۴۳٫۸۸۰۵۶°شمالی ۱۴۴٫۱۶۴۱۷°شرقی |
| Minamidaitō                                       | استان اوکیناوا             | Minamidaitō          | ROMD                 | MMD                  | فرودگاه می‌نامی-دایتو (New Minamidaito)                    | ۲۵°۵۰′۴۸″ شمالی ۱۳۱°۱۵′۴۹″ شرقی / ۲۵٫۸۴۶۶۷°شمالی ۱۳۱٫۲۶۳۶۱°شرقی |
| میاکوجیما، اوکیناوا                               | استان اوکیناوا             | Shimojishima         | RORS                 | SHI                  | فرودگاه شیموجیشیما                                        | ۲۴°۴۹′۳۶″ شمالی ۱۲۵°۰۸′۴۱″ شرقی / ۲۴٫۸۲۶۶۷°شمالی ۱۲۵٫۱۴۴۷۲°شرقی |
| میاکوجیما، اوکیناوا                               | استان اوکیناوا             | Miyakojima           | ROMY                 | MMY                  | فرودگاه مییاکو                                            | ۲۴°۴۶′۵۸″ شمالی ۱۲۵°۱۷′۴۲″ شرقی / ۲۴٫۷۸۲۷۸°شمالی ۱۲۵٫۲۹۵۰۰°شرقی |
| میاکجیما                                          | توکیو                      | میاکجیما             | RJTQ                 | MYE                  | فرودگاه مییاکجیما                                         | ۳۴°۰۴′۲۵″ شمالی ۱۳۹°۳۳′۳۷″ شرقی / ۳۴٫۰۷۳۶۱°شمالی ۱۳۹٫۵۶۰۲۸°شرقی |
| مومبتسو، هوکایدو                                  | هوکایدو                    | Hokkaidō             | RJEB                 | MBE                  | فرودگاه مونبتسو (Okhotsk-Monbetsu)                        | ۴۴°۱۸′۱۵″ شمالی ۱۴۳°۲۴′۱۵″ شرقی / ۴۴٫۳۰۴۱۷°شمالی ۱۴۳٫۴۰۴۱۷°شرقی |
| Nakashibetsu                                      | هوکایدو                    | Hokkaidō             | RJCN                 | SHB                  | فرودگاه ناکاشیبتسو                                        | ۴۳°۳۴′۳۹″ شمالی ۱۴۴°۵۷′۳۶″ شرقی / ۴۳٫۵۷۷۵۰°شمالی ۱۴۴٫۹۶۰۰۰°شرقی |
| Niijima                                           | توکیو                      | نی‌ایجیما             | RJAN                 |                      | فرودگاه نیئیجیما                                          | ۳۴°۲۲′۰۱″ شمالی ۱۳۹°۱۶′۰۷″ شرقی / ۳۴٫۳۶۶۹۴°شمالی ۱۳۹٫۲۶۸۶۱°شرقی |
| Ojika                                             | استان ناگاساکی             | Ojika                | RJDO                 |                      | فرودگاه اوییکا (Nagasaki Ojika)                           | ۳۳°۱۱′۲۷″ شمالی ۱۲۹°۰۵′۲۵″ شرقی / ۳۳٫۱۹۰۸۳°شمالی ۱۲۹٫۰۹۰۲۸°شرقی |
| اوکایاما                                          | استان اوکایاما             | هونشو                | RJOB                 | OKJ                  | فرودگاه اوکایاما                                          | ۳۴°۴۵′۲۵″ شمالی ۱۳۳°۵۱′۱۹″ شرقی / ۳۴٫۷۵۶۹۴°شمالی ۱۳۳٫۸۵۵۲۸°شرقی |
| Okinoshima                                        | استان شیمانه               | Dōgo                 | RJNO                 | OKI                  | Oki Airport                                               | ۳۶°۱۰′۴۲″ شمالی ۱۳۳°۱۹′۲۴″ شرقی / ۳۶٫۱۷۸۳۳°شمالی ۱۳۳٫۳۲۳۳۳°شرقی |
| Okushiri                                          | هوکایدو                    | Okushiri             | RJEO                 | OIR                  | فرودگاه اوکوشیری                                          | ۴۲°۰۴′۱۸″ شمالی ۱۳۹°۲۵′۵۸″ شرقی / ۴۲٫۰۷۱۶۷°شمالی ۱۳۹٫۴۳۲۷۸°شرقی |
| Rebun                                             | هوکایدو                    | Rebun                | RJCR                 | RBJ                  | فرودگاه ربون                                              | ۴۵°۲۷′۱۸″ شمالی ۱۴۱°۰۲′۲۱″ شرقی / ۴۵٫۴۵۵۰۰°شمالی ۱۴۱٫۰۳۹۱۷°شرقی |
| Rishirifuji                                       | هوکایدو                    | Rishiri              | RJER                 | RIS                  | فرودگاه ریشیری                                            | ۴۵°۱۴′۳۱″ شمالی ۱۴۱°۱۱′۱۵″ شرقی / ۴۵٫۲۴۱۹۴°شمالی ۱۴۱٫۱۸۷۵۰°شرقی |
| سادو، نیگاتا                                      | استان نیگاتا               | Sado                 | RJSD                 | SDS                  | فرودگاه سادو                                              | ۳۸°۰۳′۴۰″ شمالی ۱۳۸°۲۴′۵۱″ شرقی / ۳۸٫۰۶۱۱۱°شمالی ۱۳۸٫۴۱۴۱۷°شرقی |
| ساکاتا، یاماگاتا                                  | استان یاماگاتا             | هونشو                | RJSY                 | SYO                  | فرودگاه شونایی                                            | ۳۸°۴۸′۴۴″ شمالی ۱۳۹°۴۷′۱۴″ شرقی / ۳۸٫۸۱۲۲۲°شمالی ۱۳۹٫۷۸۷۲۲°شرقی |
| Shinkamigoto                                      | استان ناگاساکی             | کیوشو                | RJDK                 |                      | فرودگاه کامیگوتو                                          | ۳۳°۰۰′۴۹″ شمالی ۱۲۹°۱۱′۳۳″ شرقی / ۳۳٫۰۱۳۶۱°شمالی ۱۲۹٫۱۹۲۵۰°شرقی |
| شیراهاما، واکایاما                                | استان واکایاما             | هونشو                | RJBD                 | SHM                  | فرودگاه نانکی–شیراهاما                                    | ۳۳°۳۹′۴۴″ شمالی ۱۳۵°۲۱′۵۲″ شرقی / ۳۳٫۶۶۲۲۲°شمالی ۱۳۵٫۳۶۴۴۴°شرقی |
| Taketomi                                          | استان اوکیناوا             | Hateruma             | RORH                 | HTR                  | فرودگاه هاتروما                                           | ۲۴°۰۳′۳۰″ شمالی ۱۲۳°۴۸′۱۴″ شرقی / ۲۴٫۰۵۸۳۳°شمالی ۱۲۳٫۸۰۳۸۹°شرقی |
| Tamakawa                                          | استان فوکوشیما             | هونشو                | RJSF                 | FKS                  | فرودگاه فوکوشیما                                          | ۳۷°۱۳′۳۹″ شمالی ۱۴۰°۲۵′۴۱″ شرقی / ۳۷٫۲۲۷۵۰°شمالی ۱۴۰٫۴۲۸۰۶°شرقی |
| تانه‌گاشیما                                        | استان کاگوشیما             | کیوشو                | RJFG                 | TNE                  | فرودگاه نیو تانگاشیما                                     | ۳۰°۳۶′۱۸″ شمالی ۱۳۰°۵۹′۳۰″ شرقی / ۳۰٫۶۰۵۰۰°شمالی ۱۳۰٫۹۹۱۶۷°شرقی |
| Tarama                                            | استان اوکیناوا             | Tarama               | RORT                 | TRA                  | فرودگاه تاراما                                            | ۲۴°۳۹′۱۴″ شمالی ۱۲۴°۴۰′۳۱″ شرقی / ۲۴٫۶۵۳۸۹°شمالی ۱۲۴٫۶۷۵۲۸°شرقی |
| Tokunoshima                                       | استان کاگوشیما             | کیوشو                | RJKN                 | TKN                  | فرودگاه توکوشیما                                          | ۲۷°۵۰′۱۱″ شمالی ۱۲۸°۵۲′۵۳″ شرقی / ۲۷٫۸۳۶۳۹°شمالی ۱۲۸٫۸۸۱۳۹°شرقی |
| توتوری                                            | استان توتوری               | هونشو                | RJOR                 | TTJ                  | فرودگاه توتوری                                            | ۳۵°۳۱′۴۸″ شمالی ۱۳۴°۰۹′۴۵″ شرقی / ۳۵٫۵۳۰۰۰°شمالی ۱۳۴٫۱۶۲۵۰°شرقی |
| تویاما                                            | استان تویاما               | هونشو                | RJNT                 | TOY                  | فرودگاه تویاما                                            | ۳۶°۳۸′۵۴″ شمالی ۱۳۷°۱۱′۱۵″ شرقی / ۳۶٫۶۴۸۳۳°شمالی ۱۳۷٫۱۸۷۵۰°شرقی |
| تسوشیما، ناگازاکی                                 | استان ناگاساکی             | تسوشیما              | RJDT                 | TSJ                  | فرودگاه تسوشیما                                           | ۳۴°۱۷′۰۶″ شمالی ۱۲۹°۱۹′۵۰″ شرقی / ۳۴٫۲۸۵۰۰°شمالی ۱۲۹٫۳۳۰۵۶°شرقی |
| Wadomari                                          | استان کاگوشیما             | کیوشو                | RJKB                 | OKE                  | فرودگاه اوکینورابو                                        | ۲۷°۲۵′۵۴″ شمالی ۱۲۸°۴۲′۲۰″ شرقی / ۲۷٫۴۳۱۶۷°شمالی ۱۲۸٫۷۰۵۵۶°شرقی |
| واجیما، ایشیکاوا                                  | استان ایشیکاوا             | هونشو                | RJNW                 | NTQ                  | فرودگاه نوتو                                              | ۳۷°۱۷′۳۶″ شمالی ۱۳۶°۵۷′۴۴″ شرقی / ۳۷٫۲۹۳۳۳°شمالی ۱۳۶٫۹۶۲۲۲°شرقی |
| یاکوشیما                                          | استان کاگوشیما             | یاکوشیما             | RJFC                 | KUM                  | فرودگاه یاکوشیما                                          | ۳۰°۲۳′۰۸″ شمالی ۱۳۰°۳۹′۳۳″ شرقی / ۳۰٫۳۸۵۵۶°شمالی ۱۳۰٫۶۵۹۱۷°شرقی |
| Yonaguni                                          | استان اوکیناوا             | Yonaguni             | ROYN                 | OGN                  | فرودگاه یوناگونی                                          | ۲۴°۲۸′۰۳″ شمالی ۱۲۲°۵۸′۴۷″ شرقی / ۲۴٫۴۶۷۵۰°شمالی ۱۲۲٫۹۷۹۷۲°شرقی |
| Yoron                                             | استان کاگوشیما             | Yoronjima            | RORY                 | RNJ                  | فرودگاه یورون                                             | ۲۷°۰۲′۳۸″ شمالی ۱۲۸°۲۴′۰۶″ شرقی / ۲۷٫۰۴۳۸۹°شمالی ۱۲۸٫۴۰۱۶۷°شرقی |
| Zamami                                            | استان اوکیناوا             | Fukaji               | ROKR                 | KJP                  | فرودگاه کراما                                             | ۲۶°۱۰′۰۶″ شمالی ۱۲۷°۱۷′۳۶″ شرقی / ۲۶٫۱۶۸۳۳°شمالی ۱۲۷٫۲۹۳۳۳°شرقی |
| OTHER AIRPORTS                                    |                            |                      |                      |                      |                                                           |                                                                 |
| آماکوسا، کوماموتو                                 | استان کوماموتو             | کیوشو                | RJDA                 |                      | فرودگاه صحرایی آماکوسا                                    | ۳۲°۲۸′۵۶″ شمالی ۱۳۰°۰۹′۳۲″ شرقی / ۳۲٫۴۸۲۲۲°شمالی ۱۳۰٫۱۵۸۸۹°شرقی |
| بونگو-اونو، اوئیتا                                | استان اوئیتا               | کیوشو                | ROIT                 |                      | Oitakenou Airfield                                        | ۳۳°۱′۳۴″ شمالی ۱۳۱°۳۰′۲۰″ شرقی / ۳۳٫۰۲۶۱۱°شمالی ۱۳۱٫۵۰۵۵۶°شرقی  |
| چوفو، توکیو                                       | توکیو                      | هونشو                | RJTF                 |                      | فرودگاه چوفو، توکیو                                       | ۳۵°۴۰′۱۸″ شمالی ۱۳۹°۳۱′۴۱″ شرقی / ۳۵٫۶۷۱۶۷°شمالی ۱۳۹٫۵۲۸۰۶°شرقی |
| هیروشیما                                          | استان هیروشیما             | هونشو                | RJBH                 | HIW                  | فرودگاه هیرشیما-نیشی                                      | ۳۴°۲۲′۰۱″ شمالی ۱۳۲°۲۴′۵۰″ شرقی / ۳۴٫۳۶۶۹۴°شمالی ۱۳۲٫۴۱۳۸۹°شرقی |
| کوماتسو، ایشیکاوا                                 | استان ایشیکاوا             | هونشو                | RJNK                 | KMQ                  | فرودگاه کوماتسو                                           | ۳۶°۲۳′۳۸″ شمالی ۱۳۶°۲۴′۲۷″ شرقی / ۳۶٫۳۹۳۸۹°شمالی ۱۳۶٫۴۰۷۵۰°شرقی |
| ماکورازاکی، کاگوشیما                              | استان کاگوشیما             | کیوشو                |                      |                      | Makurazaki Airfield                                       | ۳۱°۱۵′۴۵″ شمالی ۱۳۰°۲۱′۳۱″ شرقی / ۳۱٫۲۶۲۵۰°شمالی ۱۳۰٫۳۵۸۶۱°شرقی |
| Matsushige                                        | استان توکوشیما             | شیکوکو               | RJOS                 | TKS                  | فرودگاه توکوشیما                                          | ۳۴°۰۷′۵۸″ شمالی ۱۳۴°۳۶′۲۴″ شرقی / ۳۴٫۱۳۲۷۸°شمالی ۱۳۴٫۶۰۶۶۷°شرقی |
| مینامی-توری-شیما                                  | توکیو                      | هونشو                | RJAM                 | MUS                  | فرودگاه می‌نامی توریشیما                                   | ۲۴°۱۷′۲۳″ شمالی ۱۵۳°۵۸′۴۵″ شرقی / ۲۴٫۲۸۹۷۲°شمالی ۱۵۳٫۹۷۹۱۷°شرقی |
| میساوا، آئوموری                                   | استان آئوموری              | هونشو                | RJSM                 | MSJ                  | فرودگاه میساوا / پایگاه هوایی میساوا (USAF)               | ۴۰°۴۲′۱۹″ شمالی ۱۴۱°۲۲′۱۹″ شرقی / ۴۰٫۷۰۵۲۸°شمالی ۱۴۱٫۳۷۱۹۴°شرقی |
| ناگویا، آیچی                                      | استان آیچی                 | هونشو                | RJNA                 | NKM                  | فرودگاه صحرایی ناگویا / فرودگاه صحرایی ناگویا (JASDF)     | ۳۵°۱۵′۱۸″ شمالی ۱۳۶°۵۵′۲۸″ شرقی / ۳۵٫۲۵۵۰۰°شمالی ۱۳۶٫۹۲۴۴۴°شرقی |
| اوکایاما                                          | استان اوکایاما             | هونشو                | RJBK                 |                      | فرودگاه کونان (Kounan)                                    | ۳۴°۳۵′۲۹″ شمالی ۱۳۳°۵۶′۰۰″ شرقی / ۳۴٫۵۹۱۳۹°شمالی ۱۳۳٫۹۳۳۳۳°شرقی |
| اوکه‌گاوا، سایتاما                                 | استان سایتاما              | هونشو                |                      |                      | فرودگاه هوندا                                             | ۳۵°۵۸′۲۱″ شمالی ۱۳۹°۳۱′۴۲″ شرقی / ۳۵٫۹۷۲۵۰°شمالی ۱۳۹٫۵۲۸۳۳°شرقی |
| ساپورو                                            | هوکایدو                    | Hokkaidō             | RJCO                 | OKD                  | فرودگاه اوکاداما (Sapporo Okadama)                        | ۴۳°۰۷′۰۳″ شمالی ۱۴۱°۲۲′۵۳″ شرقی / ۴۳٫۱۱۷۵۰°شمالی ۱۴۱٫۳۸۱۳۹°شرقی |
| Teshikaga                                         | هوکایدو                    | Hokkaidō             |                      |                      | Teshikaga Airfield                                        | ۴۳°۲۸′۴۵″ شمالی ۱۴۴°۲۶′۹″ شرقی / ۴۳٫۴۷۹۱۷°شمالی ۱۴۴٫۴۳۵۸۳°شرقی  |
| تویواوکا، هیوگو                                   | استان هیوگو                | هونشو                | RJBT                 | TJH                  | فرودگاه تاجیما                                            | ۳۵°۳۰′۴۶″ شمالی ۱۳۴°۴۷′۱۳″ شرقی / ۳۵٫۵۱۲۷۸°شمالی ۱۳۴٫۷۸۶۹۴°شرقی |
| یوناگو، توتوری                                    | استان توتوری               | هونشو                | RJOH                 | YGJ                  | فرودگاه میهو-یوناگو                                       | ۳۵°۲۹′۳۲″ شمالی ۱۳۳°۱۴′۱۱″ شرقی / ۳۵٫۴۹۲۲۲°شمالی ۱۳۳٫۲۳۶۳۹°شرقی |
| Military Airports                                 |                            |                      |                      |                      |                                                           |                                                                 |
| آساهیکاوا، هوکایدو                                | هوکایدو                    | Hokkaidō             | RJCA                 |                      | فرودگاه صحرایی آساهیگاوا (JGSDF)                          | ۴۳°۴۷′۴۰″ شمالی ۱۴۲°۲۱′۵۴″ شرقی / ۴۳٫۷۹۴۴۴°شمالی ۱۴۲٫۳۶۵۰۰°شرقی |
| Ashiya                                            | استان فوکوئوکا             | کیوشو                | RJFA                 |                      | فرودگاه صحرایی اشییا (JASDF)                              | ۳۳°۵۲′۵۳″ شمالی ۱۳۰°۳۹′۰۶″ شرقی / ۳۳٫۸۸۱۳۹°شمالی ۱۳۰٫۶۵۱۶۷°شرقی |
| آیاسه، کاناگاوا                                   | استان کاناگاوا             | هونشو                | RJTA                 | NJA                  | پایگاه اLocationات هوایی اتسوگی (US Navy / JMSDF)         | ۳۵°۲۷′۱۷″ شمالی ۱۳۹°۲۷′۰۰″ شرقی / ۳۵٫۴۵۴۷۲°شمالی ۱۳۹٫۴۵۰۰۰°شرقی |
| چیتوسه، هوکایدو                                   | هوکایدو                    | Hokkaidō             | RJCJ                 |                      | پایگاه هوایی چیتوس (JASDF)                                | ۴۲°۴۷′۴۰″ شمالی ۱۴۱°۳۹′۵۹″ شرقی / ۴۲٫۷۹۴۴۴°شمالی ۱۴۱٫۶۶۶۳۹°شرقی |
| فوسا، توکیو                                       | توکیو                      | هونشو                | RJTY                 | OKO                  | پایگاه هوایی یاکوتا (US Air Force)                        | ۳۵°۴۴′۵۵″ شمالی ۱۳۹°۲۰′۵۵″ شرقی / ۳۵٫۷۴۸۶۱°شمالی ۱۳۹٫۳۴۸۶۱°شرقی |
| گیفو                                              | استان گیفو                 | هونشو                | RJNG                 |                      | فرودگاه صحرایی گیفو (JASDF)                               | ۳۵°۲۳′۴۰″ شمالی ۱۳۶°۵۲′۱۰″ شرقی / ۳۵٫۳۹۴۴۴°شمالی ۱۳۶٫۸۶۹۴۴°شرقی |
| گینووان، اوکیناوا                                 | استان اوکیناوا             | Okinawa              | ROTM                 |                      | پایگاه نیروی هوایی، دریایی فوتنما (US Marine Corps)       | ۲۶°۱۶′۱۵″ شمالی ۱۲۷°۴۴′۵۳″ شرقی / ۲۶٫۲۷۰۸۳°شمالی ۱۲۷٫۷۴۸۰۶°شرقی |
| هاچینوهه، آئوموری                                 | استان آئوموری              | هونشو                | RJSH                 |                      | پایگاه هوایی هاچینوهه (JMSDF)                             | ۴۰°۳۳′۰۷″ شمالی ۱۴۱°۲۸′۰۲″ شرقی / ۴۰٫۵۵۱۹۴°شمالی ۱۴۱٫۴۶۷۲۲°شرقی |
| هاماماتسو                                         | استان شیزوئوکا             | هونشو                | RJNH                 |                      | پایگاه نیروی هوایی هالوارا (JASDF)                        | ۳۴°۴۵′۰۱″ شمالی ۱۳۷°۴۲′۱۱″ شرقی / ۳۴٫۷۵۰۲۸°شمالی ۱۳۷٫۷۰۳۰۶°شرقی |
| هوفو، یاماگوچی                                    | استان یاماگوچی             | هونشو                | RJOF                 |                      | فرودگاه صحرایی فافو (JASDF)                               | ۳۴°۰۲′۰۴″ شمالی ۱۳۱°۳۲′۴۷″ شرقی / ۳۴٫۰۳۴۴۴°شمالی ۱۳۱٫۵۴۶۳۹°شرقی |
| ایروما، سایتاما                                   | استان سایتاما              | هونشو                | RJTJ                 |                      | پایگاه هوایی ایروما (JASDF)                               | ۳۵°۵۰′۳۱″ شمالی ۱۳۹°۲۴′۳۸″ شرقی / ۳۵٫۸۴۱۹۴°شمالی ۱۳۹٫۴۱۰۵۶°شرقی |
| ایسه، میه                                         | استان میه                  | هونشو                | RJOE                 |                      | فرودگاه صحرایی آکنو (JGSDF)                               | ۳۴°۳۲′۰۰″ شمالی ۱۳۶°۴۰′۲۰″ شرقی / ۳۴٫۵۳۳۳۳°شمالی ۱۳۶٫۶۷۲۲۲°شرقی |
| ایواکونی، یاماگوچی                                | استان یاماگوچی             | هونشو                | RJOI                 |                      | پایگاه نیروی هوایی، دریایی ایواکونی (US Marine Corps)     | ۳۴°۰۸′۳۸″ شمالی ۱۳۲°۱۴′۰۸″ شرقی / ۳۴٫۱۴۳۸۹°شمالی ۱۳۲٫۲۳۵۵۶°شرقی |
| Kamimine                                          | استان ساگا                 | کیوشو                | RJDM                 |                      | فرودگاه صحرایی متابرو (JGSDF)                             | ۳۳°۱۹′۳۱″ شمالی ۱۳۰°۲۴′۴۹″ شرقی / ۳۳٫۳۲۵۲۸°شمالی ۱۳۰٫۴۱۳۶۱°شرقی |
| کانویا، کاگوشیما                                  | استان کاگوشیما             | کیوشو                | RJFY                 |                      | فرودگاه صحرایی کانویا (JMSDF)                             | ۳۱°۲۲′۰۵″ شمالی ۱۳۰°۵۰′۱۷″ شرقی / ۳۱٫۳۶۸۰۶°شمالی ۱۳۰٫۸۳۸۰۶°شرقی |
| کاسائوکا، اوکایاما                                | استان اوکایاما             | هونشو                |                      |                      | Kasaoka Airfield                                          |                                                                 |
| کاسومیگائورا، ایباراکی                            | استان ایباراکی             | هونشو                | RJAK                 |                      | پایگاه هوایی کاسومیگوارا (JGSDF)                          | ۳۶°۰۲′۰۵″ شمالی ۱۴۰°۱۱′۳۴″ شرقی / ۳۶٫۰۳۴۷۲°شمالی ۱۴۰٫۱۹۲۷۸°شرقی |
| کیسارازو، چیبا                                    | استان چیبا                 | هونشو                | RJTK                 |                      | پایگاه هوایی کیسارازو (JGSDF)                             | ۳۵°۲۳′۴۲″ شمالی ۱۳۹°۵۴′۴۷″ شرقی / ۳۵٫۳۹۵۰۰°شمالی ۱۳۹٫۹۱۳۰۶°شرقی |
| Matsushima                                        | استان میاگی                | هونشو                | RJST                 |                      | فرودگاه صحرایی ماتسوشیما (JASDF)                          | ۳۸°۲۴′۱۱″ شمالی ۱۴۱°۱۲′۴۳″ شرقی / ۳۸٫۴۰۳۰۶°شمالی ۱۴۱٫۲۱۱۹۴°شرقی |
| موتسو، آئوموری                                    | استان آئوموری              | هونشو                | RJSO                 |                      | فرودگاه گراد منطقه اومینتو                                | ۴۱°۱۳′۵۸″ شمالی ۱۴۱°۰۷′۵۶″ شرقی / ۴۱٫۲۳۲۷۸°شمالی ۱۴۱٫۱۳۲۲۲°شرقی |
| اوبیهیرو، هوکایدو                                 | هوکایدو                    | Hokkaidō             | RJCT                 |                      | فرودگاه توکاچی (JGSDF) (formerly فرودگاه توکاچی-اوبیهیرو) | ۴۲°۵۳′۲۵″ شمالی ۱۴۳°۰۹′۳۰″ شرقی / ۴۲٫۸۹۰۲۸°شمالی ۱۴۳٫۱۵۸۳۳°شرقی |
| اوگاساوارامورا                                    | توکیو                      | هونشو                | RJAW                 | IWO                  | پایگاه هوایی آیو جیما (Iwo Jima Air Base)                 | ۲۴°۴۷′۰۳″ شمالی ۱۴۱°۱۹′۲۱″ شرقی / ۲۴٫۷۸۴۱۷°شمالی ۱۴۱٫۳۲۲۵۰°شرقی |
| اوکیناوا                                          | استان اوکیناوا             | Okinawa              | RODN                 | DNA                  | پایگاه هوایی کادنا (USAF)                                 | ۲۶°۲۱′۰۶″ شمالی ۱۲۷°۴۶′۱۰″ شرقی / ۲۶٫۳۵۱۶۷°شمالی ۱۲۷٫۷۶۹۴۴°شرقی |
| اومیتاما، ایباراکی                                | استان ایباراکی             | هونشو                | RJAH                 |                      | فرودگاه ایباراکی (Hyakuri Airfield) (JASDF)               | ۳۶°۱۰′۵۴″ شمالی ۱۴۰°۲۴′۵۳″ شرقی / ۳۶٫۱۸۱۶۷°شمالی ۱۴۰٫۴۱۴۷۲°شرقی |
| سندای                                             | استان میاگی                | هونشو                | RJSU                 |                      | پایگاه هوایی کاسومینومه (JGSDF)                           | ۳۸°۱۴′۰۸″ شمالی ۱۴۰°۵۵′۲۳″ شرقی / ۳۸٫۲۳۵۵۶°شمالی ۱۴۰٫۹۲۳۰۶°شرقی |
| Shimofusa                                         | استان چیبا                 | هونشو                | RJTL                 |                      | پایگاه هوایی شیموفوسا (JMSDF)                             | ۳۵°۴۷′۵۶″ شمالی ۱۴۰°۰۰′۴۴″ شرقی / ۳۵٫۷۹۸۸۹°شمالی ۱۴۰٫۰۱۲۲۲°شرقی |
| شیمونوسکی، یاماگوچی                               | استان یاماگوچی             | هونشو                | RJOZ                 |                      | فرودگاه صحرایی اوزوکی (JMSDF)                             | ۳۴°۰۲′۴۹″ شمالی ۱۳۱°۰۳′۰۸″ شرقی / ۳۴٫۰۴۶۹۴°شمالی ۱۳۱٫۰۵۲۲۲°شرقی |
| Shintomi                                          | استان میازاکی              | کیوشو                | RJFN                 |                      | پایگاه هوایی نیوتابارو (JASDF)                            | ۳۲°۰۵′۰۱″ شمالی ۱۳۱°۲۷′۰۵″ شرقی / ۳۲٫۰۸۳۶۱°شمالی ۱۳۱٫۴۵۱۳۹°شرقی |
| تاچیکاوا، توکیو                                   | توکیو                      | هونشو                | RJTC                 |                      | فرودگاه تاچیکاوا                                          | ۳۵°۴۲′۳۹″ شمالی ۱۳۹°۲۴′۱۱″ شرقی / ۳۵٫۷۱۰۸۳°شمالی ۱۳۹٫۴۰۳۰۶°شرقی |
| تاتیاما، چیبا                                     | استان چیبا                 | هونشو                | RJTE                 |                      | پایگاه هوایی تاتیاما (JMSDF)                              | ۳۴°۵۹′۱۵″ شمالی ۱۳۹°۴۹′۵۵″ شرقی / ۳۴٫۹۸۷۵۰°شمالی ۱۳۹٫۸۳۱۹۴°شرقی |
| Tsuiki                                            | استان تویاما               | هونشو                | RJFZ                 |                      | فرودگاه صحرایی تسوئیکی (JASDF)                            | ۳۳°۴۱′۰۶″ شمالی ۱۳۱°۰۲′۲۵″ شرقی / ۳۳٫۶۸۵۰۰°شمالی ۱۳۱٫۰۴۰۲۸°شرقی |
| اوتسونومیا، توچیگی                                | استان توچیگی               | هونشو                | RJTU                 |                      | فرودگاه صحرایی آتسونومیا (JGSDF)                          | ۳۶°۳۰′۵۲″ شمالی ۱۳۹°۵۲′۱۵″ شرقی / ۳۶٫۵۱۴۴۴°شمالی ۱۳۹٫۸۷۰۸۳°شرقی |
| یایزو، شیزوئوکا                                   | استان شیزوئوکا             | هونشو                | RJNY                 |                      | پایگاه هوایی شیزوهاما (JASDF)                             | ۳۴°۴۸′۴۶″ شمالی ۱۳۸°۱۷′۵۳″ شرقی / ۳۴٫۸۱۲۷۸°شمالی ۱۳۸٫۲۹۸۰۶°شرقی |
| FORMER AIRPORTS                                   |                            |                      |                      |                      |                                                           |                                                                 |
| Kokura Minami-ku                                  | استان فوکوئوکا             | کیوشو                | RJFR                 | KKJ                  | فرودگاه کوکورا (codes now used by فرودگاه کیتاکیوشو)      | ۳۳°۵۰′۱۱″ شمالی ۱۳۰°۵۶′۴۹″ شرقی / ۳۳٫۸۳۶۳۹°شمالی ۱۳۰٫۹۴۶۹۴°شرقی |
| Natsu Island                                      | توکیو                      | Natsu                |                      |                      | Yokosuka naval airfield                                   | ۳۵°۱۹′۲۷″ شمالی ۱۳۹°۳۸′۵۳″ شرقی / ۳۵٫۳۲۴۱۷°شمالی ۱۳۹٫۶۴۸۰۶°شرقی |

## بالگردگاه‌ها
| شهر                   | استان          | جزیره  | ایکائو | نام بالگردگاه         | Operator                        | Pad data                                                                                  | مختصات                                                          |
| --------------------- | -------------- | ------ | ------ | --------------------- | ------------------------------- | ----------------------------------------------------------------------------------------- | --------------------------------------------------------------- |
| کوماتسوشیما، توکوشیما | استان توکوشیما | شیکوکو | RJOP   | Komatsushima Heliport | JMSDF                           | ۸۵ فوت (۲۶ متر) ارتفاع از سطح دریا, ۲۵۰ در ۴۵ متر (۸۲۰ در ۱۴۸ فوت), asphalt concrete      | ۳۴°۰۰′۱۹″ شمالی ۱۳۴°۳۷′۳۵″ شرقی / ۳۴٫۰۰۵۲۸°شمالی ۱۳۴٫۶۲۶۳۹°شرقی |
| کوتو، توکیو           | توکیو          | هونشو  | RJTI   | بالگردگاه توکیو       | Tokyo Municipal Government      | ۱۶ فوت (۵ متر) ارتفاع از سطح دریا, ۹۰ در ۳۰ متر (۲۹۵ در ۹۸ فوت), asphalt concrete         | ۳۵°۳۸′۱۰″ شمالی ۱۳۹°۵۰′۲۲″ شرقی / ۳۵٫۶۳۶۱۱°شمالی ۱۳۹٫۸۳۹۴۴°شرقی |
| مائه‌باشی، گونما       | استان گونما    | هونشو  | RJTS   | Soumagahara Heliport  | JSDF-G                          | ۱٬۳۰۶ فوت (۳۹۸ متر) ارتفاع از سطح دریا, ۵۰۰ در ۳۰ متر (۱٬۶۴۰ در ۹۸ فوت), asphalt concrete | ۳۶°۲۶′۰۵″ شمالی ۱۳۸°۵۷′۱۱″ شرقی / ۳۶٫۴۳۴۷۲°شمالی ۱۳۸٫۹۵۳۰۶°شرقی |
| مایزورو، کیوتو        | استان کیوتو    | هونشو  | RJBM   | Maizuru Heliport      | JMSDF                           | ۱۹ فوت (۶ متر) ارتفاع از سطح دریا, ۴۰۰ در ۴۵ متر (۱٬۳۱۲ در ۱۴۸ فوت), asphalt concrete     | ۳۵°۲۹′۲۵″ شمالی ۱۳۵°۲۲′۳۸″ شرقی / ۳۵٫۴۹۰۲۸°شمالی ۱۳۵٫۳۷۷۲۲°شرقی |
| زاما، کاناگاوا        | استان کاناگاوا | هونشو  | RJTR   | فرودگاه کمپ زیما      | نیروی زمینی ایالات متحده آمریکا | ۳۶۷ فوت (۱۱۲ متر) ارتفاع از سطح دریا, ۴۵۷ در ۱۶ متر (۱٬۴۹۹ در ۵۲ فوت), آسفالت             | ۳۵°۳۰′۴۹″ شمالی ۱۳۹°۲۳′۳۷″ شرقی / ۳۵٫۵۱۳۶۱°شمالی ۱۳۹٫۳۹۳۶۱°شرقی |